# Chrysopilus hybridus
Chrysopilus hybridus är en tvåvingeart som beskrevs av Lindner 1924. Chrysopilus hybridus ingår i släktet Chrysopilus och familjen snäppflugor.
Artens utbredningsområde är Peru. Inga underarter finns listade i Catalogue of Life.